# Дневник коллаборантки
Живем в том самом гетто, из которого только недавно вывезли евреев. И это несколько омрачает наше существование. Квартира, несомненно, еврейская. На притолках имеются списки Торы. Мебель мы бы должны были также получить еврейскую, но Коля, который сам ходил на склад, вышел из положения тем, что взял всю мебель из госпиталя. Кровати, столы, шкафы. Так что наша квартира носит несколько странный характер. Но зато чистая и вся белая. Квартира из трех комнат и кухни. Кухонька маленькая и очень уютная. Вот только очень плохо с одеждой.
«Дневни́к коллабора́нтки» — литературное произведение журналистки Олимпиады Поляковой (под псевдонимом Лидия Осипова) о жизни в немецкой оккупации во время Великой Отечественной войны. Представляет собой апологию идейного русского коллаборационизма, где автор оправдывает свою работу и сотрудничество с оккупационными властями ради борьбы с советской властью. По словам историка Олега Будницкого, опубликованный текст подвергся поздней литературной и идеологической обработке, хотя в основе его лежат реальные дневниковые записи Поляковой 1941—1944 годов.

## История публикации
Полякова подготовила дневник к печати не позднее апреля 1950 года. Машинописный экземпляр с дарственной надписью автора председателю совета НТС В. М. Байдалакову от 2 апреля 1950 года хранится в архиве эмигранта Б. В. Прянишникова. Возможно, что поводом для подготовки к печати стала дискуссия среди русских эмигрантов «первой волны» об отношении к коллаборационистам, в частности, обсуждался вопрос — можно ли их считать демократами и сотрудничать с ними в антикоммунистической борьбе.
Машинописная копия «Дневника» хранится в архиве Гуверовского института при Стэнфордском университете. О существовании рукописи неизвестно. Часть «Дневника» впервые была опубликована в 1954 году в эмигрантском журнале «Грани» (Франкфурт-на-Майне). В этой публикации был исключён ряд принципиальных фрагментов, например, фраза «Спасибо нашим друзьям из СД», а также почти все записи, относящиеся к евреям и антисемитизму (в частности, фрагмент о жизни в бывшем рижском гетто). В 2002 году в сборнике «Неизвестная блокада» Н. А. Ломагина также была опубликована часть текста. В 2012 году издательство «РОССПЭН» опубликовало полную версию из архива Гуверовского института.

## Выдержки из содержания
Первая запись датирована 22 июня 1941 года, последняя — 5 июля 1944 года (день выезда автора из Риги в Германию). Автор пишет о жизни с супругом в городе Пушкине, о приходе немецких войск и оккупации города, сотрудничестве с немцами (в том числе о службе в бане), начавшемся голоде (упоминая, что от голода умер писатель-фантаст Александр Беляев), о присвоении украденного кем-то из квартиры Алексея Толстого дорогого ковра (с целью продать его немцам и купить еды).
В первой записи Полякова пишет о своей уверенности в победе Германии, она желает поражения СССР и ожидает освобождения: «Неужели же приближается наше освобождение? Каковы бы ни были немцы — хуже нашего не будет». Все время до занятия города немцами автор пребывает в эйфорическом настроении: «бомбят, а нам не страшно. Бомбы-то освободительные. И так думают и чувствуют все» (24 июля 1941). Советской пропаганде автор совершенно не доверяет, и хотя признает что Гитлер проводит антисемитскую политику, но и это старается преуменьшить в своем воображении: «Конечно, Гитлер не такой уж зверь как его малюет наша пропаганда и до нашего дорогого и любимого ему никогда не дойти и не всех же евреев „поголовно“ он уничтожает, но, вероятно, какие-то ограничения для них будут, и это противно» (17 августа 1941). Пещерный уровень сброшенных немцами пропагандистских листовок шокирует автора и его окружение, но они быстро успокаиваются на предположении Иванова-Разумника, что это большевистская провокация (18 сентября 1941).
Пик этой эйфории наступает 19 сентября: «Свершилось. ПРИШЛИ НЕМЦЫ! Сначала было трудно поверить. (…) Даже немного обидно: ждали, волновались, исходили смертным страхом и надеждами и пришел какой-то немец с разбитым куриным яйцом в руке, и яйцо для него имело гораздо большее значение, чем все мы с нашими переживаниями. Мы даже слегка надулись на немцев. И все же КРАСНЫХ НЕТ! СВОБОДА!». Однако очень быстро начинаются первые разочарования: «Беседовали с двумя молоденькими офицерами. Один сказал по поводу Евангелия: мое Евангелие — труды фюрера и фюрер мой Бог. Что же это? У них то же, что у нас? Не ошибаемся ли мы в них? Хотя, какое нам дело до них, а им до нас?» (23 сентября 1941).
5 октября немцы вешают трех человек (за мародерство), что является для Осиповой потрясением, разрушающим все иллюзии: «У всех настроение мрачное. Ведь люди поверили, что всем ужасам и безобразиям теперь конец. Начинается новая свободная и правовая жизнь. А тут публичная казнь!» Уже 27 декабря 1941 г., по поводу своего предположения, что «эвакуированный» немцами дом престарелых будет попросту уничтожен, Осипова пишет: «Думаю, что это выдумка. А впрочем, от фашистов, да кажется и от всего человечества можно ожидать чего угодно. Большевики всё-таки не истребляют народ таким автоматическим образом. (…) Но хрен редьки не слаще…».
Тем не менее, Осипову поддерживает ощущение вновь обретенной с падением коммунистической власти духовной свободы и мысль, что самое главное для России — низвержение большевизма, остальное со временем как-то устроится. «Сегодня я сказала Курту (офицер СД, „работавший“ с Осиповой в надежде превратить её в информатора), что мы будем с ними до конца. Пока они победят большевиков. А там посмотрим, что нам принесут немцы. Он заявил, что ему …я могу это говорить, но что больше никому из немцев это говорить нельзя… (…) Ведь теперь совершенно ясно уже, что немцы нам не помощники в нашей борьбе с большевиками. И ни на кого нам надеяться, кроме как на самих себя, не приходится» (26 ноября 1942).
В немцах она абсолютно разочарована: «И наши партийцы и немецкие, ну совершенно одинаковы по узости кругозора и общей безграмотности. Только немцы упитаннее и воротнички чище. А по духовным запросам, по жажде знаний, культуры и по стремлению к усвоению нематериалистической идеологии наши дадут, конечно, немцам сто очков вперёд» (6 мая 1943). «И никакие, кажется, немцы не освободители, а такая же сволочь… Единственный, но очень существенный плюс немцев — это то, что они по сравнению с большевиками в смысле угнетения щенки. И свой народ они устроили, по-видимому, как надо. Устроим и мы свой… Пусть только они помогут нам ликвидировать большевиков. Но они, как видно, не хотят да и не умеют помогать нам в этом» (15 августа 1942).